# آلنویل، ایلینوی
آلنویل (به انگلیسی: Allenville) یک روستا در ایالات متحده آمریکا است که در ایلینوی واقع شده‌است. آلنویل ۱٫۵۰ کیلومتر مربع مساحت و ۱۴۸ نفر جمعیت دارد و ۱۹۵٫۹۹ متر بالاتر از سطح دریا واقع شده‌است.